# La Vacherie
La Vacherie (französisch für der Kuhstall) ist eine französische Gemeinde mit 557 Einwohnern (Stand: 1. Januar 2022) im Département Eure in der Region Normandie; sie gehört zum Arrondissement Les Andelys und zum Kanton Pont-de-l’Arche. 

## Geographie
La Vacherie liegt etwa elf Kilometer nördlich von Évreux am kleinen Fluss Iton. Zur Gemeinde gehören die Ortsteile Verdun, La Vacherie und Carcouet. (Teilweise) umgeben wird La Vacherie von den Nachbargemeinden Hondouville im Nordwesten und Norden, Acquigny im Norden und Nordosten, Heudreville-sur-Eure im Osten, La Chapelle-du-Bois-des-Faulx im Südosten, Émalleville im Südosten und Süden, Brosville im Süden und Südwesten sowie Houetteville im Westen.

## Bevölkerungsentwicklung

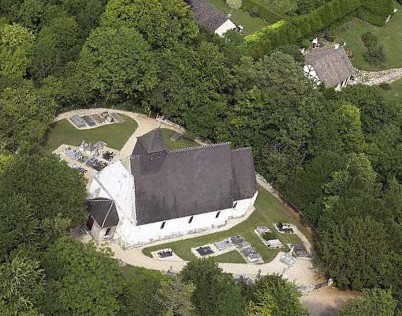
Kirche Saint-Germain

| Jahr                       | 1962 | 1968 | 1975 | 1982 | 1990 | 1999 | 2006 | 2019 |
| Einwohner                  | 151  | 162  | 176  | 279  | 423  | 485  | 540  | 570  |
| Quellen: Cassini und INSEE |      |      |      |      |      |      |      |      |